# Юнка
Юнка — река в Мордовии (Россия), левый приток реки Шуструй.
Берёт начало около села Решетино Торбеевского района Мордовии. На наибольшем своём протяжении река протекает по территории данного района. Последний отрезок реки находится в Атюрьевском районе, в котором река впадает в реку Шуструй около села Большой Шуструй. Устье реки находится в 26 км по левому берегу реки Шуструй. Длина реки составляет 27 км, площадь водосборного бассейна — 163 км².
В 11 км от устья, по левому берегу реки впадает река Рахманка.

## Данные водного реестра
По данным государственного водного реестра России относится к Окскому бассейновому округу, водохозяйственный участок реки — Мокша от водомерного поста города Темников и до устья, без реки Цна, речной подбассейн реки — Мокша. Речной бассейн реки — Ока.
Код объекта в государственном водном реестре — 09010200412110000028531.